# 水窪中継局
水窪中継局（みさくぼちゅうけいきょく）は、静岡県浜松市天竜区に置かれているテレビ・ラジオ放送の中継局。

## 水窪テレビ・FM中継局

### 所在地
- 浜松市天竜区水窪町地頭方（上村裏山）[1][2][3]

### デジタルテレビ放送
| リモコン 番号 | 放送局名            | チャンネル 番号 | 空中線 電力 | ERP  | 偏波面   | 放送対象地域 | 放送区域 内世帯数 | 運用開始日    |
| ------------- | ------------------- | --------------- | ----------- | ---- | -------- | ------------ | ----------------- | ------------- |
| 1             | NHK静岡 総合        | 43              | 1W          | 3.5W | 水平偏波 | 静岡県       | 約1,030世帯       | 2009年6月22日 |
| 2             | NHK静岡 教育        | 45              | 1W          | 3.5W | 水平偏波 | 全国         | 約1,030世帯       | 2009年6月22日 |
| 4             | SDT 静岡第一テレビ  | 48              | 1W          | 3.5W | 水平偏波 | 静岡県       | 約1,030世帯       | 2009年6月22日 |
| 5             | SATV 静岡朝日テレビ | 33              | 1W          | 3.5W | 水平偏波 | 静岡県       | 約1,030世帯       | 2009年6月22日 |
| 6             | SBS 静岡放送        | 47              | 1W          | 3.5W | 水平偏波 | 静岡県       | 約1,030世帯       | 2009年6月22日 |
| 8             | SUT テレビ静岡      | 31              | 1W          | 3.5W | 水平偏波 | 静岡県       | 約1,030世帯       | 2009年6月22日 |

#### 放送エリア
- 浜松市天竜区の一部[2][3]

#### 歴史
- 2009年
  - 5月14日 - 予備免許交付[2]
  - 5月18日 - 試験放送開始
  - 6月18日 - 本免許交付[3]
  - 6月22日 - 本放送開始[1]

### アナログテレビ放送（廃止）
| チャンネル 番号 | 放送局名            | 空中線 電力       | ERP                 | 偏波面   | 放送対象地域 | 放送区域 内世帯数 | 運用開始日    | 放送終了日    |
| --------------- | ------------------- | ----------------- | ------------------- | -------- | ------------ | ----------------- | ------------- | ------------- |
| 36              | SDT 静岡第一テレビ  | 映像3W/ 音声750mW | 映像11W/ 音声2.7W   | 水平偏波 | 静岡県       | 約-世帯           | 1983年4月20日 | 2011年7月24日 |
| 38              | SATV 静岡朝日テレビ | 映像3W/ 音声750mW | 映像11W/ 音声2.7W   | 水平偏波 | 静岡県       | 約-世帯           | 1983年4月20日 | 2011年7月24日 |
| 40              | SUT テレビ静岡      | 映像3W/ 音声750mW | 映像11W/ 音声2.7W   | 水平偏波 | 静岡県       | 約-世帯           | 1983年4月20日 | 2011年7月24日 |
| 42              | SBS 静岡放送        | 映像3W/ 音声750mW | 映像12W/ 音声3.1W   | 水平偏波 | 静岡県       | 約-世帯           | 1965年8月1日  | 2011年7月24日 |
| 44              | NHK静岡 総合        | 映像3W/ 音声750mW | 映像12.5W/ 音声3.1W | 水平偏波 | 静岡県       | 約-世帯           | 1965年8月1日  | 2011年7月24日 |
| 46              | NHK静岡 教育        | 映像3W/ 音声750mW | 映像12W/ 音声3.1W   | 水平偏波 | 全国         | 約-世帯           | 1965年8月1日  | 2011年7月24日 |

#### 歴史
- 2011年7月24日 - 正午をもって放送終了し、デジタルテレビ放送に完全移行した。

### FMラジオ放送
| 周波数 （MHz） | 放送局名   | 空中線 電力 | ERP  | 偏波面   | 放送対象地域 | 放送区域 内世帯数 | 運用開始日    |
| -------------- | ---------- | ----------- | ---- | -------- | ------------ | ----------------- | ------------- |
| 84.1           | NHK静岡 FM | 1W          | 1.1W | 垂直偏波 | 静岡県       | 約-世帯           | 1971年5月27日 |

#### 補足
- K-MIX（静岡エフエム放送）は当地に中継局を置いていない[10]。

## NHK・SBS水窪ラジオ中継局

### 送信設備
| 周波数 （kHz） | 放送局名     | 空中線 電力 | 放送対象地域 | 放送区域 内世帯数 | 運用開始日    |
| -------------- | ------------ | ----------- | ------------ | ----------------- | ------------- |
| 1404           | SBS 静岡放送 | 100W        | 静岡県       | 約1,600世帯       | -             |
| 1584           | NHK静岡 第1  | 100W        | 静岡県       | 1,583世帯         | 2004年3月31日 |

#### 所在地
- 浜松市天竜区水窪町地頭方[12]

#### 放送エリア
- 浜松市天竜区の水窪町域[12]。

### 歴史
- NHKラジオ第1放送
  - 2004年1月28日 - 予備免許交付[12]
  - 2004年3月31日 - 本放送開始[11]